# Rivals (curta-metragem de 1925)
Rivals (Rivais, em tradução livre) é um curta-metragem mudo norte-americano de 1925, do gênero comédia, com o ator cômico Oliver Hardy.

## Elenco
- Billy West - Billy
- Oliver Hardy - O rival
- Ethelyn Gibson - Ethlyn (como Ethlyn Gibson)
- Ernie Young - Henry